# Magnus (tegenkeizer)
Gaius Petronius Magnus (†235) was een usurpator ten tijde van de crisis van de derde eeuw in het Romeinse Rijk.

## Context
Toen Maximinus I Thrax door zijn troepen tot keizer werd uitgeroepen, opperde senator Gaius Petronius Magnus, de brug over de Rijn te vernietigen en zo Maximinus, die in Germania oorlog voerde, af te snijden van het Romeinse Rijk. Die opwerping zal hem later het leven kosten.